# Bren (Drôme)
Bren – miejscowość i gmina we Francji, w regionie Owernia-Rodan-Alpy, w departamencie Drôme.
Według danych na rok 1990 gminę zamieszkiwało 431 osób, a gęstość zaludnienia wynosiła 39 osób/km² (wśród 2880 gmin regionu Rodan-Alpy Bren plasuje się na 1206. miejscu pod względem liczby ludności, natomiast pod względem powierzchni na miejscu 1045.).

## Galeria

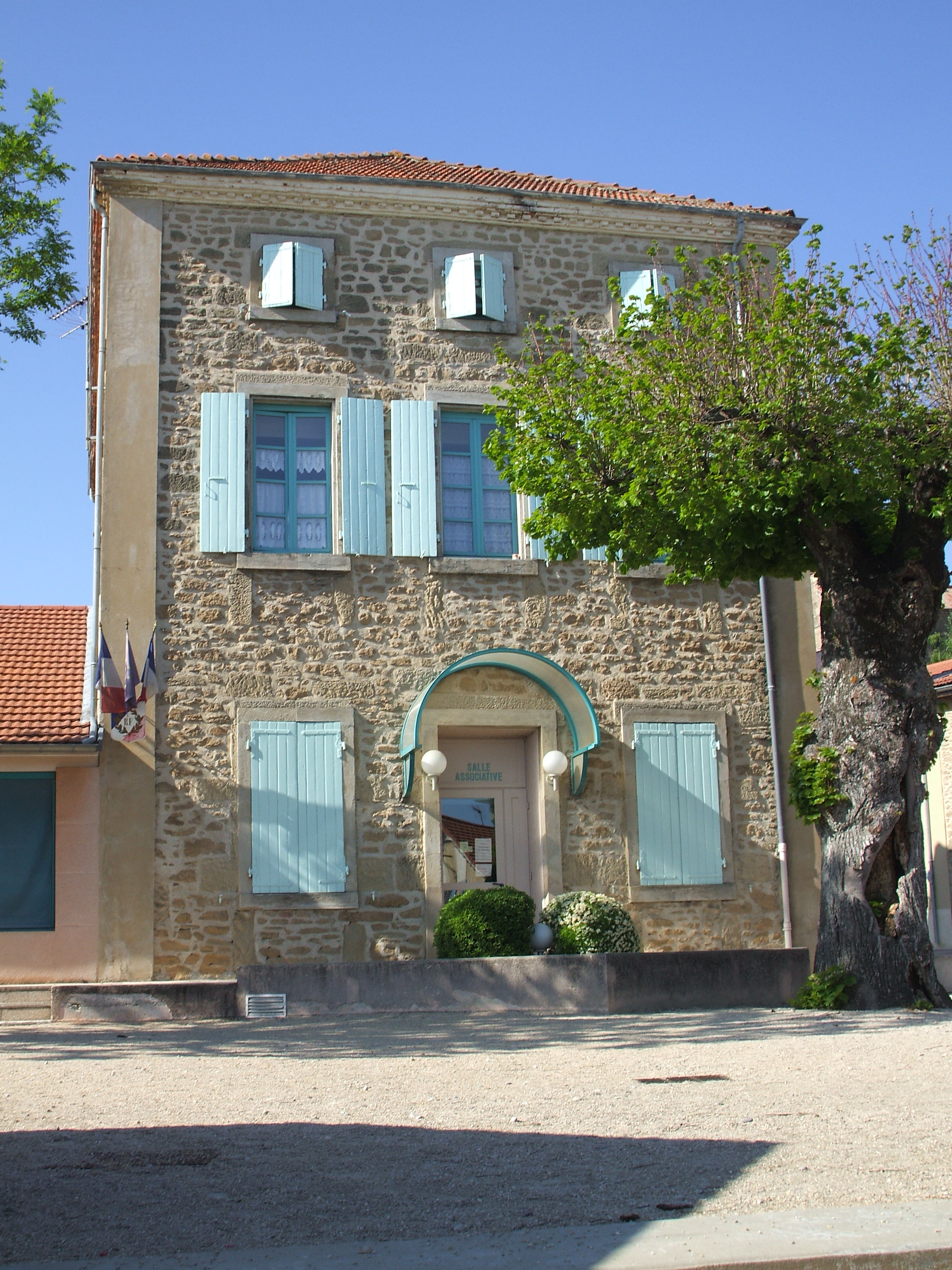
Ratusz w Bren, 2007
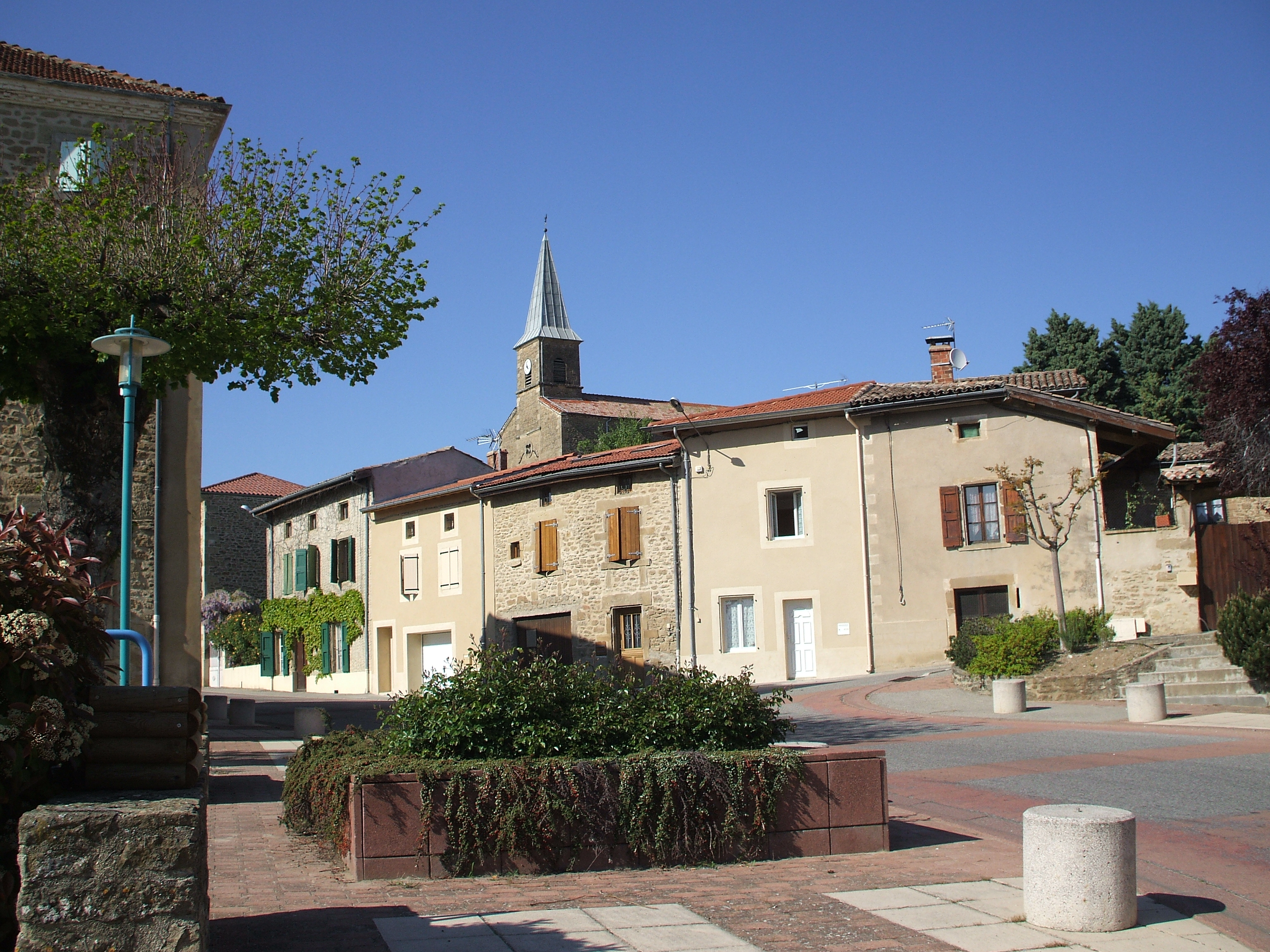
Centrum Bren, 2007